# Dorsale Olympus
La dorsale Olympus è una catena montuosa situata nella regione centro-occidentale della Dipendenza di Ross, sulla costa di Scott, in Antartide. La dorsale, che fa parte della catena delle montagne del Principe Alberto, è orientata in direzione est-ovest, nella quale si estende per circa 70 km, arrivando a una larghezza massima di circa 15 km, ed è costeggiata a sud dalla valle di Wright, che la separa dalla dorsale Asgard, e a nord dalla valle di McKelvey, nella parte occidentale, e dalla valle Victoria, nella parte orientale, mentre a metà della sua estensione essa è tagliata in due da una valle chiamata passo Bull, che mette in connessione la valle di McKelvey con la valle di Wright. La sommità della dorsale Olympus, la cui vetta più alta è quella del monte Aeolus, che supera i 2200 m s.l.m., è relativamente priva di ghiacciai e nevai, tanto che solo pochi di essi raggiungono i due chilometri di lunghezza, ne sono un esempio il Clark e il Cerberus, e nessuno di questi raggiunge il fondo delle valli sopraccitate.
La dorsale è diventata nota alla comunità scientifica soprattutto all'inizio degli anni 2000, quando in alcune delle valli presenti nel suo versante nord-occidentale e che sono dirette verso la valle di McKelvey sono stati rinvenuti fossili di fauna e flora risalenti a circa 14 milioni di anni fa, ossia al medio Miocene. Si tratta in particolare di fossili di diatomee, palinomorfi, muschi, ostracodi e insetti i quali rappresentano l'ultima traccia di una comunità di tundra che abitava le montagne prima che il raffreddameno si intensificasse tanto da portare un clima polare in tutta l'Antartide.

## Storia
La catena è stata scoperta nel corso della spedizione Discovery, condotta negli anni 1901-04 e comandata dal capitano Robert Falcon Scott, ma così battezzata solo in seguito dai membri della spedizione neozelandese di ricerca antartica svolta dall'Università Victoria di Wellington nella stagione 1958-59 in riferimento al monte Olimpo, la cui vetta, nella mitologia norrena, era considerata la casa degli dèi olimpi.

## Mappe
Di seguito una serie di mappe in scala 1:250 000 realizzate dallo USGS:

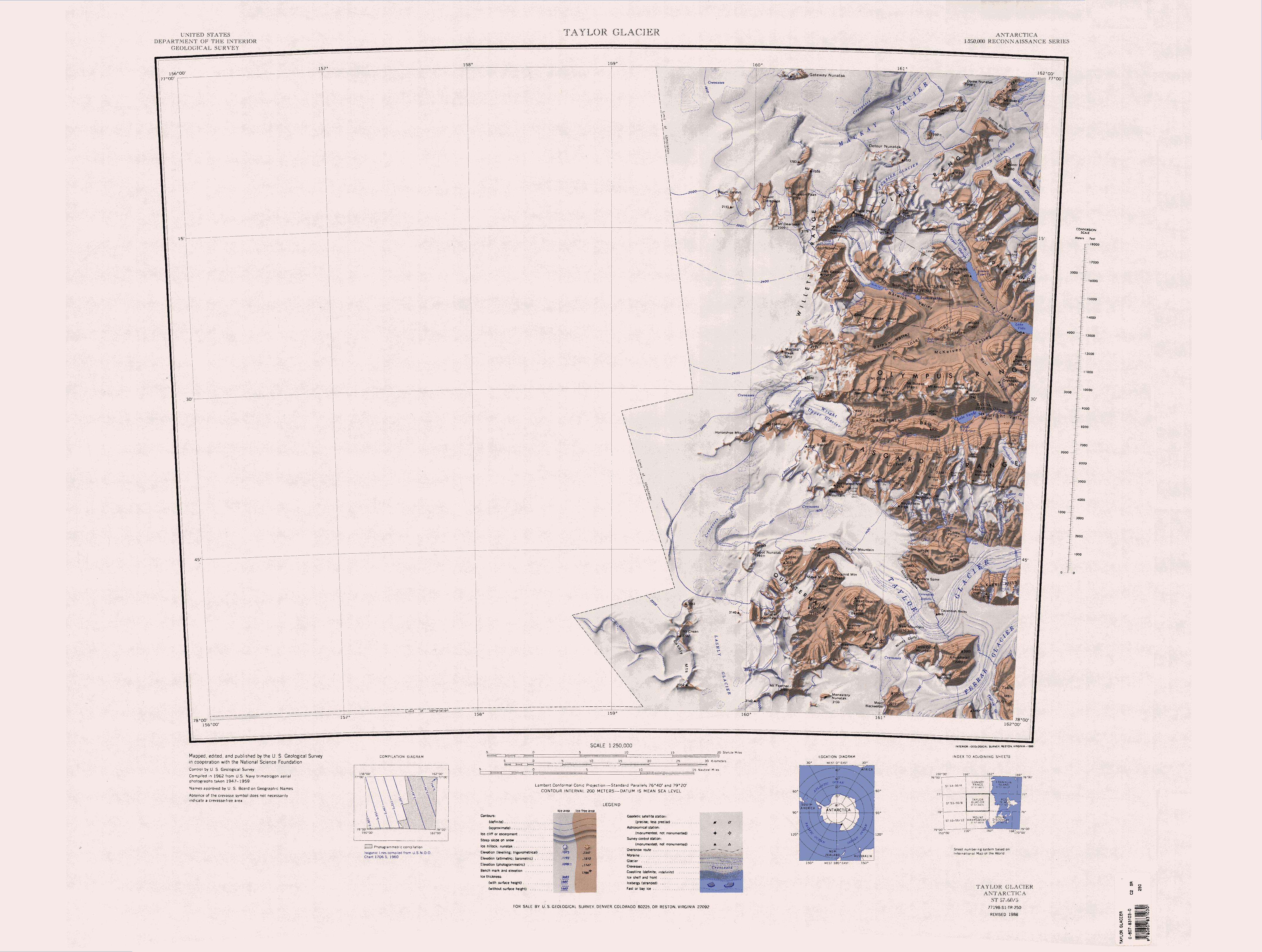
Nella parte orientale di questa mappa è possibile vedere la parte occidentale della dorsale Asgard.
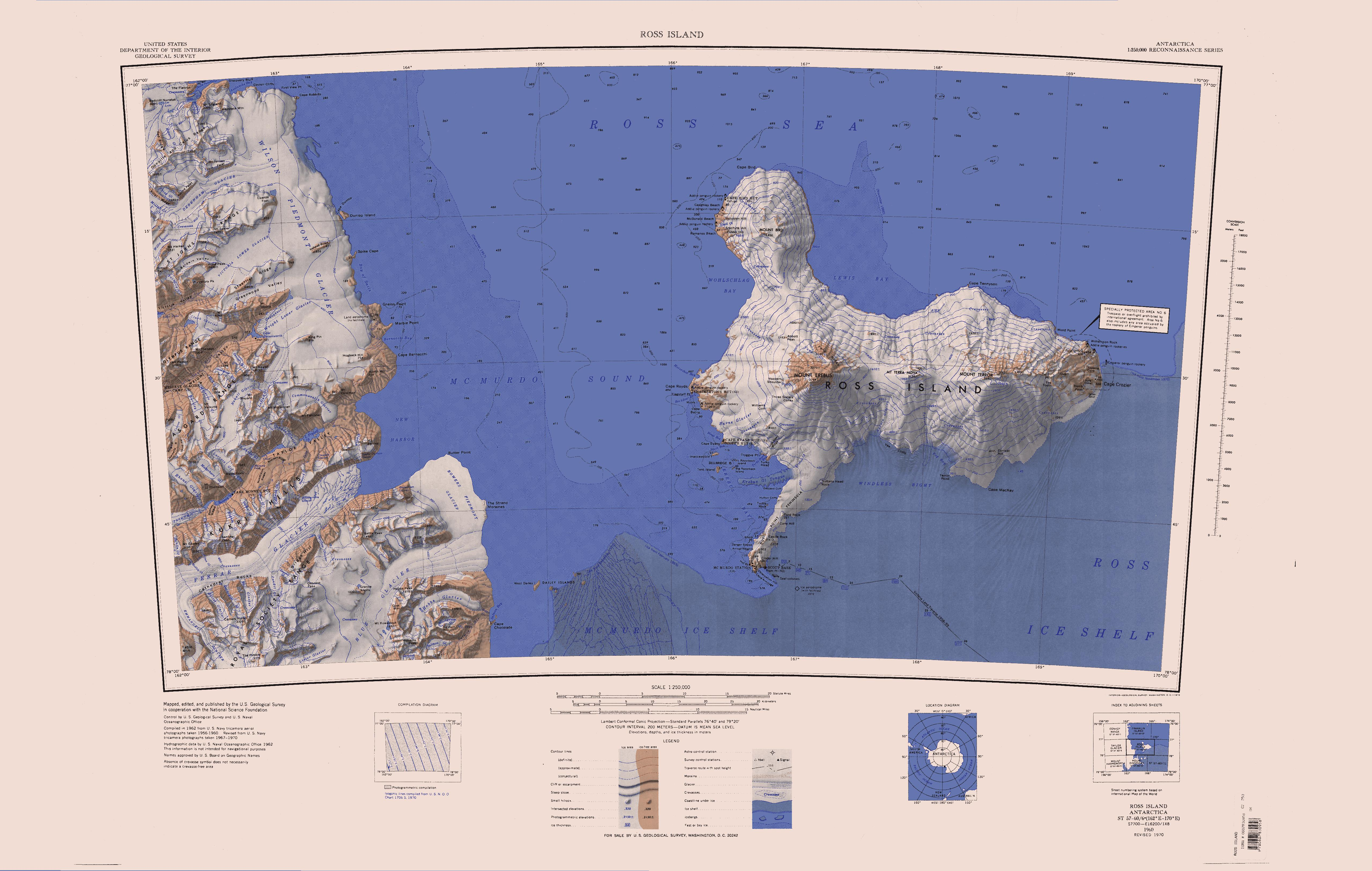
Nella parte occidentale di questa mappa è possibile vedere la parte orientale della dorsale Asgard.